# كيفن أسيلين
كيفن أسيلين هو لاعب هوكي الجليد كندي، ولد في 9 فبراير 1985 في أكتون فال في كندا.

## وصلات خارجية
- كيفن أسيلين على موقع HockeyDB.com (الإنجليزية)